# Lijst van staten in het Heilige Roomse Rijk (S)
Dit is een lijst van staten in het Heilige Roomse Rijk die beginnen met de letter S.
| Naam                     | Type                                | Kreits                 | Bank | Gevormd      | Noten |
| ------------------------ | ----------------------------------- | ---------------------- | ---- | ------------ | --- |
| Saksen                   | Hertogdom                           |                        |      | 7e eeuw-1180 | 7e eeuw:ontstaan stamhertogdom 1180:Gesplitst in Saksen-Wittenberg en Saksen-Lauenburg                                                                                             |
| Saksen Albertijnse linie | Hertogdom Keurvorstendom Koninkrijk | Opper-Saksische Kreits |      | 1485-1918    | 1485:Afgesplitst van Saksen-Wittenberg 1500:Opper-Saksische Kreits 1547:keurvorstendom 1656:Hertogdom Saksen-Zeitz 1806:koninkrijk 1918:Afschaffing monarchie in Novemberrevolutie |
| Saksen-Merseburg         | Hertogdom                           | Opper-Saksische Kreits |      | 1656-1738    | 1656:Afgesplitst van keurvorstendom Saksen 1738:Aansluiting bij keurvorstendom Saksen                                                                                              |
| Saksen-Neustadt          | Hertogdom                           | Opper-Saksische Kreits |      | 1681-1713    | 1681:Afgesplitst van hertogdom Saksen-Zeitz 1713:aangsluiting bij Saksen-Zeitz |
| Saksen-Wittenberg        | Hertogdom Keurvorstendom            |                        |      | 1180-1486    | 1180:Afgesplitst van hertogdom Saksen 1356:Keurvorstendom 1486:Deling tussen de broers Albrecht en Ernst                                                                           |
| Saksen-Zeitz             | Hertogdom                           | Opper-Saksische Kreits |      | 1656-1718    | 1656:Afgesplitst van keurvorstendom Saksen 1681:afsplitsing van Saksen-Neustadt 1713:verwerft Saksen-Neustadt 1718:Aansuiting bij keurvorstendom Saksen                            |
| Stühlingen               | landgraafschap vorstendom           | Zwabische Kreits       |      | 1296-1806    | 1582:aangesloten bij Pappenheim 1639:afgescheiden van Pappenheim 1744:vorstendom 1806:aangesloten bij groothertogdom Baden                                                         |
| Sulzbürg                 | heerlijkheid graafschap             | Beierse Kreits         |      | ?-1740       | 1500:Beierse Kreits 1673:graafschap 1740:aangesloten bij keurvorstendom Beieren |

A · B · C · D · E · F · G · H · I · J · K · L · M · N · O · P · Q · R · S · T · U · V · W · Z

vrije keizerlijke steden · keizerlijke abdijen